# Götz Herrmann (Politiker)

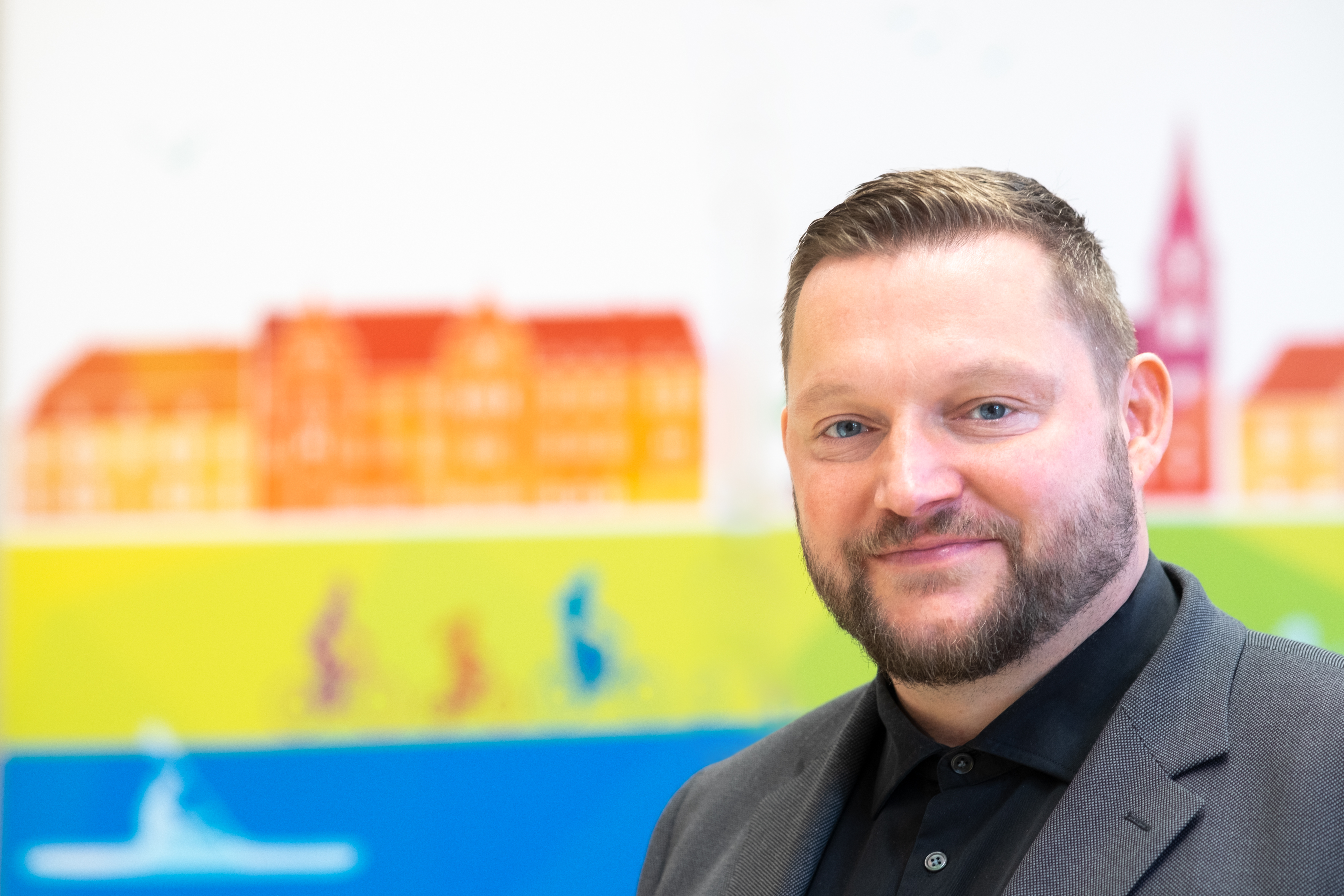
Götz Herrmann 2022

Götz Herrmann (geb. 16. März 1977 in Eberswalde-Finow) ist ein deutscher Politiker (parteilos). Seit
April 2022 ist er Bürgermeister der Stadt Eberswalde.

## Werdegang
Herrmann wurde am 16. März 1977 in Eberswalde-Finow geboren. Vater ist der Metallbildhauer Eckhard Herrmann. Nach seinem Fachabitur absolvierte er seinen Zivildienst beim Humanitären Bund. Als ausgebildeter Mediendesigner führte er von 2000 bis 2022 eine eigene Werbeagentur.

## Kommunalpolitische Tätigkeit
Von 2008 bis 2022 war Herrmann Stadtverordneter in Eberswalde. Im Jahr 2014 gründete er die Wählergruppe „Bürger für Eberswalde“ und war bis 2019 deren Vorsitzender und ist bis heute Mitglied. Im Jahr 2019 wurde Herrmann einstimmig zum Vorsitzenden des Eberswalder Hauptausschuss gewählt, den er bis 2022 leitete. 2022 kandidierte Herrmann erstmals als Bürgermeister in Eberswalde. Im ersten Wahlgang erzielte er bei insgesamt acht Kandidaten 28,2 % der Stimmen. Bei der Stichwahl am 3. April 2022 setzte er sich mit 61,9 % der Stimmen gegen den CDU-Kandidaten Christian Mehnert durch und trat damit die Nachfolge von Friedhelm Boginski an.

## Ehrenamt
Im Jahr 2000 gründete Herrmann den Musikerverein Bands United e.V. und leitete diesen bis 2008. 2002 eröffnete er mit Mitstreitern den Konzert- und Partyclub „judo-halle“ im Eberswalder Ortsteil Finow, nahe dem Messingwerk, den er bis 2007 leitete. Von 2012 bis 2020 war Herrmann der 1. Vorsitzende des Fußballclub FSV Lok Eberswalde e.V.

## Privat
Herrmann lebt mit seiner Lebensgefährtin in Eberswalde und ist Vater eines erwachsenen Sohnes.